# 張南 (蜀漢)

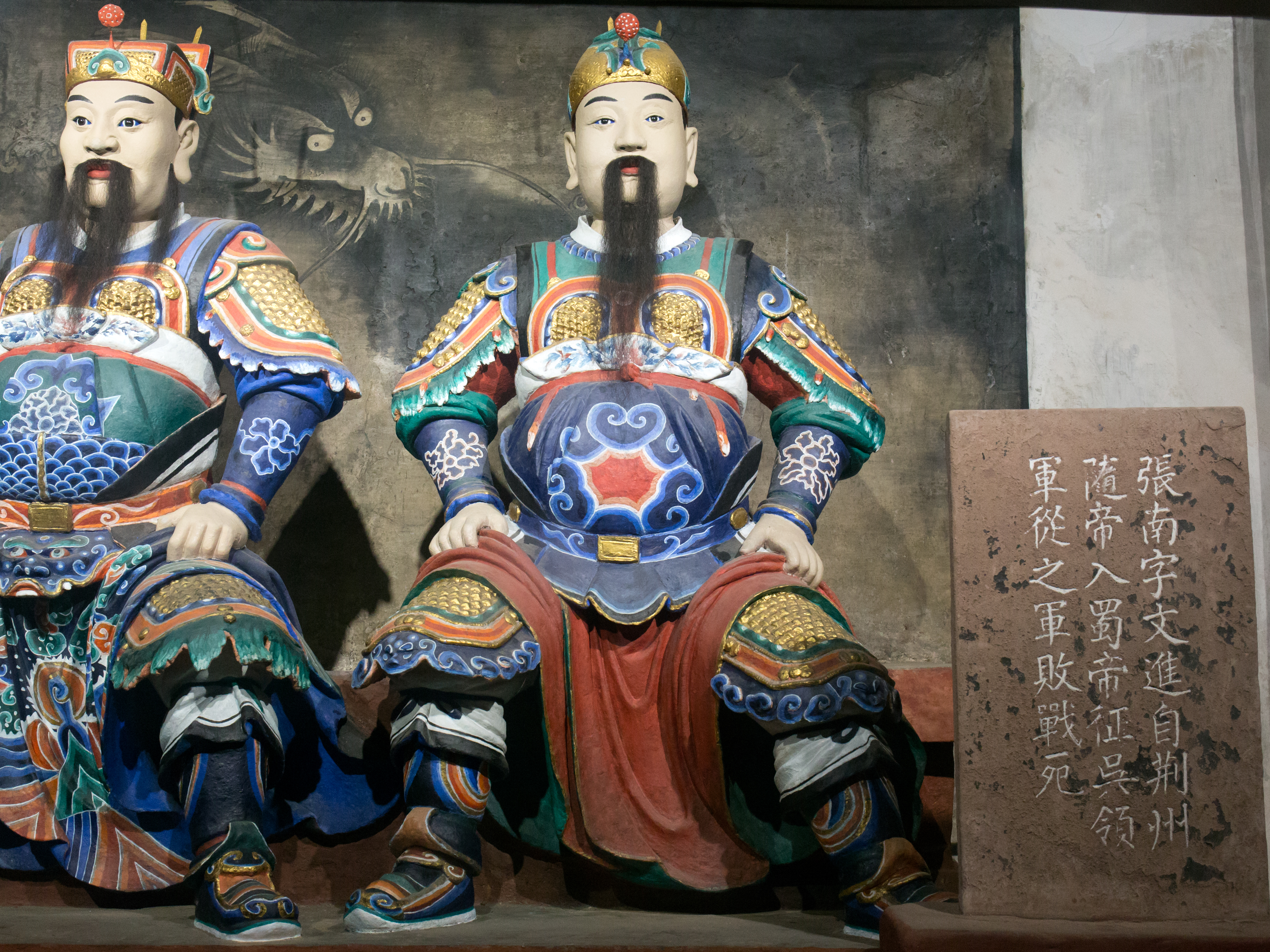
成都武侯祠の張南塑像（中央）

張 南（ちょう なん）は、中国後漢末期から三国時代の蜀漢にかけての武将。字は文進。
劉備が荊州にいた時代から配下となり、劉備の入蜀にも随行した。章武元年から2年（221年-222年）にかけて行われた夷陵の戦いで先鋒を務め、夷道の北で蜀軍を迎撃した孫桓を破り、夷道城に逃げ込んだ孫桓を包囲するなど奮闘したが、陸遜の反抗を受け敗死に至った。

## 三国志演義
羅貫中の小説『三国志演義』では第81回で、夷陵の戦いに向かう蜀軍の副将として登場。第82回では呉班配下の将として孫桓軍と対峙。孫桓に夜襲を仕掛け、また朱然軍の救援に備え、関興・張苞を伏兵として配置するよう進言する。この作戦により孫桓を撃破し、また朱然は来訪しなかったものの、その配下の崔禹の捕縛に成功した。
第84回では彝陵城に籠城する孫桓軍を包囲していたがこの間に、劉備の本隊が陸遜の火計によって大破され、敗走する。張南は馮習と共に劉備救援に向かうがその最中、前後から敵の攻撃を受け、乱戦の中で敗死。その最期は作中の詩で、「張南義少雙（張南の義は並ぶ者少なし）」と称えられる。